# Amatonormativitat
L'amatonormativitat és el conjunt de supòsits socials el qual dicta que tothom prospera amb una relació romàntica exclusiva. Elizabeth Brake va encunyar el neologisme per capturar les suposicions de la societat sobre l'amor romàntic. Brake va voler descriure la pressió que va rebre per part de molts per prioritzar el matrimoni a la seva pròpia vida quan no ho volia. L'amatonormativitat s'estén més enllà de les pressions socials pel matrimoni per incloure pressions generals relacionades amb el romanticisme.

## Etimologia
La paraula amatonormativitat prové amatus, que és la paraula llatina per "estimat", i normativitat, fent referència a les normes socials. Una altra paraula que està relacionada de manera similar amb la paraula amatonormativitat és amativa. El diccionari Merriam-Webster defineix la paraula amativa com: fortament mogut per l'amor i sobretot per l'amor sexual. Relatiu o indicatiu d'amor. Amorós és una paraula estretament relacionada també derivada d'amatus. Els termes relacionats inclouen alonormativitat, que significa una visió del món que suposa que totes les persones experimenten atracció sexual i romàntica, i sexualitat obligatòria, que significa normes i pràctiques socials que marginen la no sexualitat.
El terme es va modelar a partir del terme heteronormativitat, la creença que l'heterosexualitat és la realitat predeterminada per a l'orientació sexual.

## Exemples
Elizabeth Brake descriu el terme com una pressió o desig de monogàmia, romanç o matrimoni. El desig de trobar relacions romàntiques, sexuals, monògames i permanents té moltes conseqüències socials. Les persones asexuals, aromàtiques o no monògames es converteixen en rareses socials. Segons la investigadora Bella DePaulo, el terme posa un estigma a les persones solteres com a incompletes i empeny les parelles romàntiques a mantenir-se en relacions poc saludables o tòxiques a causa de la por que les parelles poden tenir de restar solteres.
Segons Brake, una manera en què aquest estigma s'aplica institucionalment és la llei i la moral que envolten el matrimoni. L'amor platònic, les relacions queerplatòniques i altres no reben les mateixes proteccions legals que es donen a les parelles romàntiques mitjançant el matrimoni. Aquesta legalitat també deslegitima l'amor i la cura que es troben en altres relacions no matrimonials.
Brake va escriure un llibre, Minimizing Marriage, en què definiria l'amatonormativitat com "la suposició generalitzada que tothom està millor en una relació de parella monògama, romàntica i a llarg termini, i que tothom està buscant aquesta relació".
L'amatonormativitat també és la raó per la qual les relacions de parella, com el matrimoni, tenen més privilegis legals i econòmics, com exempcions fiscals i drets de visita en certes situacions.